# Mural feminista de Gandia
El Mural per la igualtat, també conegut com el Mural feminista de Gandia o Dones en lluita per la igualtat, és una obra pictòrica de Toni Espinar, situada als murs de l'IES Ausiàs March de Gandia. Fou realitzada el febrer del 2019 en el marc del Serpis Urban Art Project.
Al mural hi apareixen diverses personalitats com Hipàcia d'Alexandria, Marie Curie, Emma Goldman, Maria Montessori, Rosa Luxemburg, Clara Campoamor, Victoria Kent, María Zambrano, Simone de Beauvoir, Violeta Parra, les Tretze Roses, Angela Davis, Patti Smith i Maria Mercè Marçal.
El 8 de març del 2020 fou guixat amb una esvàstica, i el 2021 patí un atac vandàlic més greu en el context d'una campanya estatal contra obres d'art feministes. En ambdós casos, el mural fou reparat per l'autor.